# 이차 전지

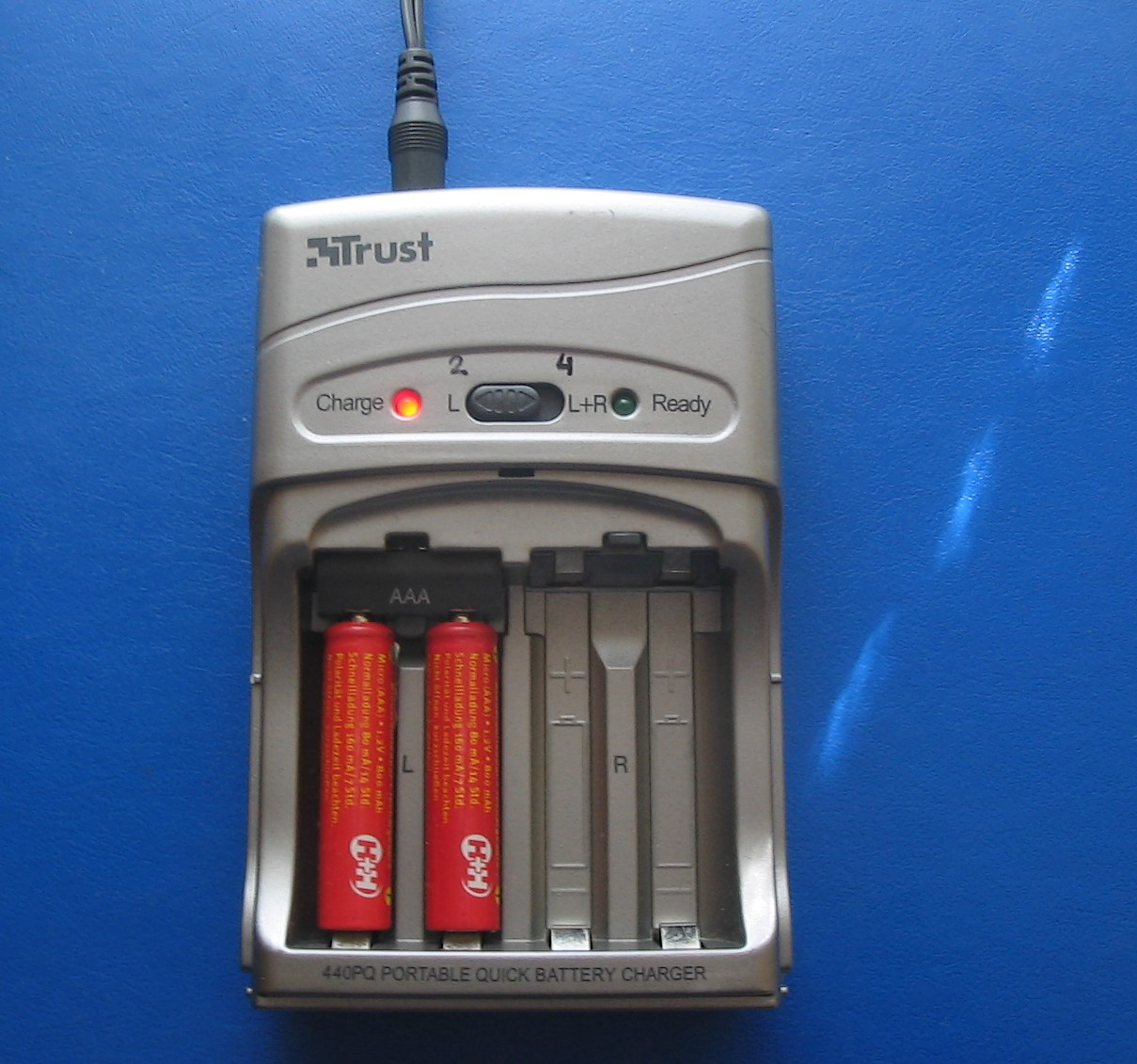
배터리 충전기.

2차 전지(二次電池, 영어: rechargeable battery, storage battery, secondary cell), 이전 명칭 축전지(蓄電池, 영어: accumulator)는 외부의 전기 에너지를 화학 에너지의 형태로 바꾸어 저장해 두었다가 필요할 때에 전기를 만들어 내는 장치를 말한다. 여러 번 충전할 수 있다는 뜻으로 "충전식 전지"라는 명칭도 쓰인다. 흔히 쓰이는 이차 전지로는 납 축전지, 니켈-카드뮴 전지(NiCd), 니켈-메탈 수소 전지(Ni-MH), 리튬 이온 전지(Li-ion), 리튬 이온 폴리머 전지(Li-ion polymer)가 있다.
이차 전지는 한 번 쓰고 버리는 일차 전지(primary cell)에 비해 경제적인 이점과 환경적인 이점을 모두 제공한다. 이차 전지는 표준 AA, AAA, C, sub_C, D, 9볼트 등의 규격으로 생산 · 판매되고 있으며, 이러한 종류의 전지를 구매하는 소비자들 또한 이에 친숙해 있다. 여러 번 충전할 수 있다는 것이 장점이지만 일차 전지에 비해 더 비싸고 이러한 전지에 쓰이는 화학부나 금속의 독성이 더 강한 편이다. 반면 일차 전지는 환경에 영향을 주는 독성 물질을 땅에 축적시키지 않는다. 니켈 수소 축전지를 생산하는 일부 업체들은 이 전지를 최대 3,000번까지 다시 충전해 사용할 수 있다고 주장하고 있다.

## 이용
- 2차 전지는 충전후에 자가방전(self discharge)에 의해서 에너지를 잃는 속도가 일차 전지에 비해서 매우 높기 때문에 사용하기 전에 충전해야 한다.
- 일회용 전지에 충전을 시도하면 전지 폭발의 가능성이 있으니 주의해야 한다.
- 어떠한 종류의 2차 전지(예: 리튬이온전지)는 완전히 충전되었을 경우 역충전이라는 위험에 노출된다.
- 또다른 종류의 2차 전지(예: 니켈-카드뮴 전지)는 용량을 유지하기 위해 주기적으로 충분히 방전해 주어야 한다.
- 2차 전지는 현재 높은 전력을 사용하는 곳에 쓰인다. 이를테면 자동차의 시동을 돕는 기기, 휴대용 장치, 도구, 무정전 전원 장치를 들 수 있다. 여기에 더 응용하여 하이브리드 자동차, 전기 자동차가 이러한 전지를 사용하여 값과 무게를 줄이고 수명을 늘리는 기술을 채용하고 있다.
- 니켈-카드뮴 전지는 기억 효과가 있어서 완전 충전과 완전 방전을 하지 않으면 전지 축전 용량이 줄어든다.

## 종류별 특징
| 구분        | 리튬 이온 | 니켈 수소 | 니켈 카드뮴 | 리튬 폴리머 |
| ----------- | --- | --- | --- | --- |
| 용량        | 크다 | 크다 | 작다 | 크다 |
| 자연방전    | 거의 없다 | 보통 | 많다 | 거의 없다 |
| 메모리 효과 | 없다 | 보통(약간 있다.) | 많다 | 거의 없다 |
| 특징        | 폭발사고 위험 존재 저온 방전 가능성 적음 전압이 높음 2차 전지 시장의 대부분을 차지함 가벼운 무게 역충전의 위험에 노출 | 저렴한 가격 전압이 니켈 카드뮴 전지와 동일해 호환성이 있음 급속 충,방전이 가능하고 저온특성이 우수함 밀폐화가 가능하여 과충전 및 과방전에 강함 공해물질이 거의 없음 | 급속 충,방전에 유리 전류를 충분히 소모시킨 후에 완전 재충전해야함 전기,기계적으로 튼튼하여 수명이 길고, 안정함 튜브식의 경우 수명이 가장 길고 완방전용에 적합함. 포켓식은 두꺼운 형과 얇은 형이 있는데 완방전요과 급방전용의 양쪽에 사용됨. | 액체 전해질 대신 고분자 전해질을 사용해 이온 전도도와 안정성이 높음. 유연성이 높고 종이처럼 얇고 가벼워서 형상을 다양하게 설계할 수 있음. 전해질이 반고체 상태인 젤이기 때문에 폭발의 위험이 없음. 과충전, 과역, 찌그러짐은 파열, 화재 등 치명적 고장 초래 |
| 용도        | 디지털 카메라, 휴대전화, 노트북                                                                                       | AA건전지, 하이브리드 자동차의 배터리,RC카 | 전동 면도기, 코드 없는 진공 청소기, 가정용 무선 전화기, 전동드릴, RC카 등 | 드론의 전원, 핸드폰, 노트북등 의 배터리,RC카 |

- 자연방전 : 사용하지 않아도 시간이 지나면 방전되는 현상
- 메모리 효과 : 완전 방전되지 않은 상태에서 충전을 반복하면 최대 충전 용량이 줄어드는 현상

## 2차 전지 원리

### 니켈 카드뮴 전지
니켈 카드뮴 전지는 니켈과 카드뮴을 전극으로 사용하는 2차 전지의 한 종류이다.
1899년에 스웨덴의 융너(Jungner)가 처음으로 개발하였는데, 방전 과정에서 산화전극 및 환원 전극에서 일어나는 반응은 다음과 같다.
산화전극 (-극) Cd(s) + 2 OH-(aq) → Cd(OH)2(s) + 2 e-
환원전극 (+극) 2 NiO(OH)(s) + 2 H2O(l) + 2 e- → 2 Ni(OH)2(s) + 2 OH-(aq) 전체 반응은 아래와 같고 전압은 1.2 V에 해당한다.
충전 과정에서는 위에서 제시한 반응의 역반응이 일어난다.
Cd(s) + 2 NiO(OH)(s) + 2 H2O(l) → Cd(OH)2(s) + 2 Ni(OH)2(s)

### 니켈 금속 수소 전지
Ni-MH전지는 기존의 Ni-Cd전지에서 Cd극을 수소저장합금으로 대체한 것으로서 음극에 수소저장합금(M), 양극에 수산화니켈(Ni(OH)2/NiOOH)이 사용되며, 분리막으로는 Ni-Cd전지와 같은 내알칼리성의 나일론 부직포, 폴리프로필렌 부직포 및 폴리아미드 부직포 등이 사용되고 있다. 또한 전해액은 이온전도성이 최대로 되는 5∼8 M KOH 수용액이 사용되고 있다.
충전시 음극에서는 물이 전기분해되어 생기는 수소이온이 수소저장합금에 저장되는 환원반응이, 양극에서는 Ni(OH)2가 NiOOH로 산화되는 반응이 일어난다.
방전시에는 역으로 음극에서는 수소화합물의 수소원자가 산화되어 물로 되고, 양극에서는 NiOOH가 Ni(OH)2로 환원되는 반응이 일어난다.
니켈양극이 완전히 충전된 후에도 전류가 계속 흐르면, 즉 과충전이 되면, 양극에서는 산소가 발생된다.
그러나 음극의 용량이 양극보다 크면, 발생된 산소가 음극표면으로 확산되어 산소재결합반응이 일어나게 된다.
음극에서는 산소를 소비시키기 위하여 수소가 감소하게 되어 동일한 전기량이 충전되므로 전체적으로는 변화가 없다.
역으로 과방전이 되면, 양극에서는 수소가 생성되고 이 수소는 음극에서 산화되므로 전체적으로 전지내압은 상승하지 않는다.
이와 같이 Ni-MH전지는 원리적으로는 과충전과 방전시 전지내압이 증가하지 않고, 전해액의 농도가 변하지 않는 신뢰성 높은 전지이다.

### 리튬이온전지
(＋)전극은 리튬-망간 산화물(Li-Mn-Oxide), (－)전극은 탄소(예를 들면 흑연)가 사용된다.
두 전극 사이에는 리튬염이 용해되어 리튬-이온의 이동을 용이하게 하는 유기질 전해액(액체)이 채워져 있다. 두 전극은 각각의 원자의 격자구조에 리튬-이온을 저장할 수 있다.
리튬-이온전지는 (+)극으로 LiCoO2를, (-)극으로 탄소를 사용하며 충전-방전 때의 반응은 다음과 같다.
충전은 전기분해 하는 것이다. 리튬이온 전지에 공급되는 전기에너지는 (+) 전극에서 리튬이온이 튕겨져 나오고,
(–) 전극에서 금속 리튬으로 석출되는데 사용된다. 별도의 전원 장치를 연결해 배터리를 `충전`하는 것은 양극에서 음극으로 전자를 이동시키는 과정으로 보면 된다. 리튬-이온은 리튬-금속산화물 격자(＋전극)로부터 격리판을 거쳐 흑연격자(－전극)로 이동하여, 흑연격자에서 전자와 결합한다.
(+ 전극) LiCoO2 → Li1-xCoO2 + x Li+ + x e
(- 전극) x Li+ + x e + 6C → LixC6
방전할 때, 리튬-이온은 전자를 흑연전극(－)에 남겨두고 다시 (＋)전극인 산화물전극으로 이동한다. 리튬이온과 분리된 전자는 도선을 따라 이동하면서 전기를 발생하게 된다. 방전하는 동안에 반쪽 전지 반응은 다음과 같다.
(- 전극)산화전극(산화반응) : Li (s)→Lⅈ^++ⅇ^-
(+ 전극)환원전극(환원반응): Lⅈ^++CoO_2+ⅇ^-→LⅈCoO_2 (s)
여기서 유의해야 할 점은 리튬-이온 전지의 충전-방전시 리튬 이온 자체는 (+)극과 (-)극을 오갈 뿐 산화되지 않는다는 것이다. 산화 환원에 참여하는 것은 코발트이다. 충전 때에는 Co3+가 산화되어 Co4+로 되고, 방전 때에는 Co4+가 환원되어 Co3+로 된다.

### 리튬 이온 폴리머 전지
리튬 이온 폴리머 전지는 리튬 이온 전지인데 젤타입의 고분자 (Polymer)가 양극과 음극 사이의 분리막을 구성하며, 전해질의 역할까지 하는 것을 말한다.
리튬이온과 차별화를 두기 위해서 폴리머라는 이름을 추가한 것뿐이고, 작동원리는 같다.

## 같이 보기
- 전지
- 기억 효과
- 비축전지